# Luke Wilson
Luke Cunningham Wilson (* 21. září 1971, Dallas, Texas, USA) je americký herec a režisér.

## Dětství
Narodil se v Dallasu fotografce Lauře Cunningham Wilson a Robertu Andrewovi Wilsonovi, pracovníku v reklamě a operátorovi ve veřejné televizní stanici. Má dva starší bratry – Andrewa a Owena, kteří se oba rovněž zabývají filmařstvím. Jeho rodina pochází původně z Massachusetts, jedná se o irské Američany a římské katolíky.

## Kariéra
Jeho herecká kariéra začala filmem Grázlové režiséra Wese Andersona, na jehož scénáři se podílel také Lukeův bratr Owen Wilson. Když se s bratry přestěhoval do Hollywoodu byl obsazen do snímku s Calistou Flockhart Lhaní po americku a objevil se také v hororu Vřískot 2. Následovaly romantické filmy Best Men s Drew Barrymoreovou, Co se doma usmaží a Jak jsem balil učitelku, který opět režíroval Anderson a spoluautorem scénáře byl Lukeův bratr Owen.
Role vedle Reese Witherspoonové ve snímku Pravá blondýnka v roce 2001 jej vynesla mezi hlavní hollywoodská jména. Následovaly snímky Mládí v trapu a Taková zvláštní rodinka. Získal také roli v televizním seriálu Zlatá sedmdesátá, kde se několikrát opakovaně objevil mezi lety 2002 a 2005.
V roce 2005 napsal scénář a spolu se svým bratrem Andrewem režíroval snímek Příběh Wendella Bakera, v němž také ztvárnil hlavní roli. O rok později ztvárnil ve snímku Absurdistán postavu průměrného vojáka Joea Bauerse, jenž byl vybrán pro kryogenický projekt, který se probudí po několika stech letech v době, kdy je svět daleko méně inteligentnější, což dělá z Joe jednoho z nejchytřejších lidí.
V dalších letech následovaly také vážnější role, např. v hororu Motel smrti, kde hrál spolu s Kate Beckinsale, nebo Zázraky se nedějí.
Média ho vedle Vince Vaughna, Owena Wilsona, Jacka Blacka, Bena Stillera a Willa Ferrella zařadila do skupiny herců Frat Pack, s nimiž se často objevuje ve filmech.

## Filmografie

### Film
| Rok  | Název                                 | Role                        | Poznámky                               |
| ---- | ------------------------------------- | --------------------------- | -------------------------------------- |
| 1996 | Grázlové                              | Anthony Adams               |                                        |
| 1997 | Bongwater                             | David                       |                                        |
| 1997 | Lhaní po americku                     | Henry                       |                                        |
| 1997 | Best Men                              | Jesse                       |                                        |
| 1997 | Vřískot 2                             | Billy                       |                                        |
| 1998 | Samotáři v New Yorku                  | Andy                        |                                        |
| 1998 | Co se doma usmaží                     | Dorian Montier              |                                        |
| 1998 | Jak jsem balil učitelku               | Dr. Peter Flynn             |                                        |
| 1999 | Zabijte ho!                           | Stanley Simon               |                                        |
| 1999 | Modrý blesk                           | Carlson                     |                                        |
| 2000 | Můj pes Skip                          | Dink Jenkins                |                                        |
| 2000 | Miláčku, vrať se                      | Carl                        |                                        |
| 2000 | Kdo seje zlo                          | Preston Tylk                |                                        |
| 2000 | Charlieho andílci                     | Pete Komisky                |                                        |
| 2001 | Pravá blondýnka                       | Emmett                      |                                        |
| 2001 | Duše mrtvých                          | Jude                        |                                        |
| 2001 | Taková zvláštní rodinka               | Richie Tenenbaum            |                                        |
| 2002 | Pomoc!!! Já mám rande                 | Stanley                     |                                        |
| 2003 | Inkognito                             | Bobby Cupid                 |                                        |
| 2003 | Mládí v trapu                         | Mitch Martin                |                                        |
| 2003 | Alex a Emma                           | Alex Sheldon / Adam Shipley |                                        |
| 2003 | Charlieho andílci: Na plný pecky      | Pete                        |                                        |
| 2003 | Pravá blondýnka 2                     | Emmett Richmond             |                                        |
| 2004 | Cesta kolem světa za 80 dní           | Orville Wright              |                                        |
| 2004 | Zprávař: Příběh Rona Burgundyho       | Frank Vitchard              |                                        |
| 2004 | Wake Up, Ron Burgundy: The Lost Movie | Frank Vitchard              |                                        |
| 2005 | Příběh Wendella Bakera                | Wendell Baker               | rovněž režisér, scenárista a producent |
| 2005 | Základ rodiny                         | Ben Stone                   |                                        |
| 2006 | Úkladná vražda                        | detektiv Dwight Garson      |                                        |
| 2006 | Soví houkání                          | Delinko                     |                                        |
| 2006 | Moje superbejvalka                    | Matt Saunders               |                                        |
| 2006 | Absurdistán                           | Joe Bauers                  |                                        |
| 2007 | Deník zabijáka                        | Tom                         |                                        |
| 2007 | Ledově ostří                          |                             |                                        |
| 2007 | Motel smrti                           | David Fox                   |                                        |
| 2007 | Bitva o planetu Terra                 | Jim Stanton                 | dabing                                 |
| 2007 | 3:10 Vlak do Yumy                     | Zeke                        |                                        |
| 2007 | Ambiciózní blondýnka                  | Ben                         |                                        |
| 2008 | Zázraky se nedějí                     | Henry Poole                 |                                        |
| 2009 | Tenure                                | Charlie Thurber             |                                        |
| 2009 | Prostředníci                          | Jack Harris                 |                                        |
| 2010 | Horší než smrt                        | Derek                       |                                        |
| 2012 | Meeting Evil                          | John Felton                 |                                        |
| 2012 | Straight A's                          | William                     |                                        |
| 2013 | Move Me Brightly                      | reportér                    | dokument                               |
| 2014 | Moje ségra má prima bráchu            | Lance                       |                                        |
| 2014 | Ride                                  | Ian                         |                                        |
| 2015 | Kdo věří na lásku                     | Samson                      |                                        |
| 2015 | Meadowland                            | Phil                        |                                        |
| 2015 | The Ridiculous 6                      | Danny                       |                                        |
| 2015 | Diagnóza: Šampión                     | Roger Goodell               |                                        |
| 2016 | Psanci a andělé                       | Josiah                      |                                        |
| 2016 | All We Had                            | Lee                         |                                        |
| 2016 | Pes ro(c)ku                           | Bodi (hlas)                 |                                        |
| 2016 | Dear Eleanor                          | Bob Potter                  |                                        |
| 2016 | Do neznáma                            | Louis Skinner               |                                        |
| 2017 | Bradův život                          | Jason Hatfield              |                                        |
| 2018 | Arizona                               | Scott                       |                                        |
| 2018 | Důkaz muže                            | Marty Marks                 |                                        |
| 2018 | High Voltage                          | Rick                        |                                        |
| 2019 | Berlin, I Love You                    | Burke Linz                  |                                        |
| 2019 | Stehlík                               | Larry Decker                |                                        |
| 2019 | Čestný host                           | otec Greg                   |                                        |
| 2019 | Zombieland: Rána jistoty              | Albuquerque                 |                                        |
| 2020 | Všechny malé zázraky                  | James                       |                                        |
| 2020 | Bobbleheads: The Movie                | Earl (hlas)                 |                                        |
| 2021 | 12 nezdolných sirotků                 | Rusty Russell               |                                        |
| 2022 | Z každého konce                       | Rick                        |                                        |
| 2022 | Výbušná spiknutí                      | Vargas                      |                                        |
| 2024 | Horizont: Americká sága               | Matthew Van Weyden          | postprodukce                           |

### Televize
| Rok       | Název               | Role                     | Poznámky              |
| --------- | ------------------- | ------------------------ | --------------------- |
| 1998      | Akta X              | šerif Hartwell           | díl: „zLÁ KREV“       |
| 2002–2005 | Zlatá sedmdesátá    | Casey Kelso              | 6 dílů                |
| 2004      | Vincentův svět      | Sám sebe                 | díl: „Talk Show“      |
| 2004      | Saturday Night Live | Sám sebe/moderátor       | díl: „Luke Wilson/U2“ |
| 2011–2013 | Mé nové Já          | Levi Callow              | 15 dílů               |
| 2013      | Drunk History       | Will Keith Kellogg       | díl: „Detroit“        |
| 2016      | Roadies             | Bill                     | hlavní role, 10 dílů  |
| 2019      | Room 104            | Remus                    | díl: „The Plot“       |
| 2020–2022 | Stargirl            | Pat Dugan / S.T.R.I.P.E. | hlavní role           |

## Ocenění a nominace
| Rok  | Ocenění                                      | Kategorie                                             | Práce                                                             | Výsledek  |
| ---- | -------------------------------------------- | ----------------------------------------------------- | ----------------------------------------------------------------- | --------- |
| 1996 | Lone Star Film & Television Awards           | debut roku                                            | Grázlové (sdíleno s Wesem Andersonem a Owenem Wilsonem)           | vítězství |
| 1998 | Online Film & Television Association Awards  | nejlepší herec v hostující roli v dramatickém seriálu | Akta X                                                            | nominace  |
| 2001 | Awards Circuit Community Awards              | nejlepší obsazení                                     | Taková zvláštní rodinka                                           | nominace  |
| 2002 | Phoenix Film Critics Society Awards          | nejlepší obsazení                                     | Taková zvláštní rodinka                                           | nominace  |
| 2003 | MTV Movie Awards                             | nejlepší tým                                          | Mládí v trapu (sdíleno s Willem Ferrellem a Vincem Vaughnem)      | nominace  |
| 2005 | Filmový festival v Oldenburgu                |                                                       | sdíleno s Kenem Russellem, Owenem Wilsonem a Andrewem Wilsonem    | vítězství |
| 2014 | Filmový festival LA Indie                    | nejlepší původní krátkometrážní film                  | Satellite Beach                                                   | vítězství |
| 2014 | Filmový festival River Bend                  | nejlepší krátkometrážní komediální film               | Satellite Beach (sdíleno s Andrewem Wilsonem a Stevem Eckelmanem) | vítězství |
| 2014 | Mezinárodní filmový festival High Desert     | nejlepší krátkometrážní dramatický film               | Satellite Beach (sdíleno s Andrewem Wilsonem)                     | vítězství |
| 2014 | Mezinárodní filmový festival High Desert     | nejlepší scénář                                       | Satellite Beach                                                   | vítězství |
| 2014 | Mezinárodní filmový festival High Desert     | nejlepší herec v hlavní roli                          | Satellite Beach                                                   | vítězství |
| 2014 | Mezinárodní filmový festival v Santa Barbaře | nejlepší hraný akční krátkometrážní film              | Satellite Beach (sdíleno s Andrewem Wilsonem)                     | vítězství |
| 2015 | Síň slávy                                    |                                                       |                                                                   | vítězství |
| 2018 | Cena Emmy: Zprávy a dokument                 | nejlepší historický dokument                          | Tower                                                             | vítězství |